# 新さっぽろアークシティ

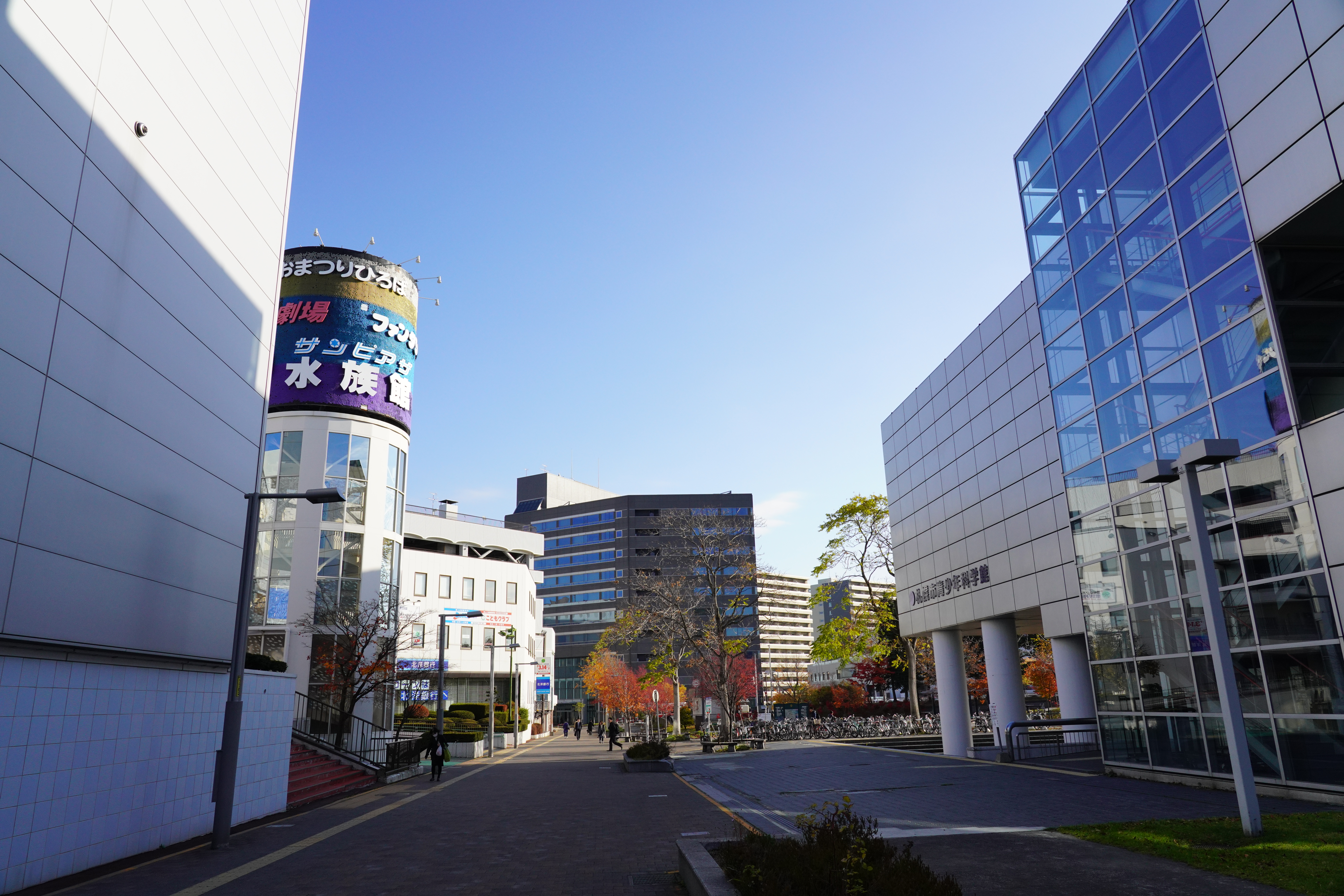
新さっぽろアークシティ（2018年）

新さっぽろアークシティ（Shinsapporo ARC CITY）は、札幌市厚別区の新札幌副都心にある札幌副都心開発公社（さっぽろふくとしんかいはつこうしゃ）が管理・運営している新札幌駅周辺の愛称。「アークシティ」の名称は、地平線から大きな弧（ARC）を描いて昇り、地平線に沈む「太陽の日周（ARC）活動」がすべての生命を育むように、 新さっぽろ副都心が人々の心の「暮らしの夢、未来、喜びを育む街」として発展していくことを願って、「Amenity」（快適）、「Refreshment」（清新）、「Creation」（創造）をキーワードに命名している。

## 札幌副都心開発公社
札幌副都心開発公社（さっぽろふくとしんかいはつこうしゃ）は、1972年（昭和47年）策定の「厚別副都心開発基本計画」による副都心の中心となる商業業務施設の建設などの開発を行う第三セクターとして1974年（昭和49年）に設立した。新札幌駅周辺約6.8 haを開発しており、各種事業を行っている。2010年（平成22年）に日本ショッピングセンター協会から「地域貢献賞」を受賞している。
事業
- SC事業
  - SC3棟（サンピアザショッピングセンター、デュオ-1、デュオ-2）の賃貸・管理・運営[8]
- 関連事業
  - 新札幌バスターミナル、サンピアザ水族館、新さっぽろ デュオカルチャースクール、サンピアザ劇場などの管理・運営、その他付随する事業[8]
- ホテル事業
  - 新さっぽろアークシティホテルの管理・運営[8]
- 土地賃貸事業
  - 高層ホテルビル・オフィスビルに係る土地の賃貸事業[8]

子会社
- アーク開発振興（ビルメンテナンス受託業務他）[8]
- アークホテルシステム（ホテルの管理運営業務）[8]

## 施設

### サンピアザショッピングセンター
サンピアザショッピングセンターは、副都心開発第1期事業として1977年（昭和52年）に「サンピアザ」と「ダイエー厚別店」がオープンした（百貨店「プランタン新さっぽろ」は1982年にオープン）。専門店の「サンピアザ」、総合スーパーの「イオン新さっぽろ店」、百貨店の「カテプリ」による商業施設、水族館「新さっぽろサンピアザ水族館」や劇場「サンピアザ劇場」などによって構成している。札幌市営地下鉄東西線新さっぽろ駅に直結しており、北海道旅客鉄道（JR北海道）新札幌駅には連絡通路で接続している。

### 新さっぽろ駅ターミナルビル
新さっぽろ駅ターミナルビルは、副都心開発第2期事業として1990年（平成2年）に「北棟」（デュオ1、新札幌バスターミナル、新さっぽろアークシティホテル）が完成し、1992年（平成4年）に「南棟」（デュオ2、タクシー乗り場）が完成してグランドオープンした駅ビル（複合商業施設）。北海道旅客鉄道（JR北海道）新札幌駅を挟む形で分かれており、連絡通路によって接続しているほか、札幌市営地下鉄東西線新さっぽろ駅に直結している。

#### 新さっぽろアークシティホテル
客室
- シングルルーム (16.6 m²)
- ツインルーム (25.1 m²)
- デラックスツインルーム (33.6 m²)
- スイートルーム (50.4 m²)
- ファミリールーム (42.7 m²)

食事
- レストラン アバンティ（総席数100席、個室あり）
- サロン エルム（総席数30席、貸切制）
- 鮨処 春冬夏（総席数50席、個室あり）

宴会・会議
- アークホール (325 m²)
- パール・アークホール・クリスタル (各101 m²)
- アカシア・ハマナス・スズラン (99 m²、86 m²、65 m²)
- 青葉 (42帖)
- もみじ・青葉・ひばり (15帖、15帖、12帖)

その他
- コンビニエンスストア

### かつて運営していた施設
新さっぽろアークシティ駐車場
駐車台数は合計約1,750台を管理運営し、中でも東駐車場は札幌市が推進しているパークアンドライドの駐車場に協力していたが、「新さっぽろ駅周辺まちづくり計画」に基づく市営住宅の建て替えや集約化によって発生する余剰地と併せた再開発の計画地となった。そのため、2021年（令和3年）3月末を以って東駐車場は閉鎖し、翌月には駐車場の運営が札幌副都心開発公社から大和リースに切り替わった。